# Alan Shearer
Alan Shearer (Newcastle upon Tyne, 13 de agosto de 1970) es un exfutbolista inglés. Jugó como delantero centro en el Southampton F.C., Blackburn Rovers y Newcastle United en sus 20 años de carrera profesional. Además, fue internacional con la selección de Inglaterra entre 1992 y 2000. Recordado como uno de los mejores arietes del fútbol europeo, ostenta el récord de máximo goleador de la Premier League (260 goles en 441 partidos oficiales).
Desde su ascenso con el primer equipo del Southampton en 1988, Shearer se ha caracterizado por un estilo de juego basado en el acierto goleador, la fuerza y el remate. Después de ser convocado para la Eurocopa 1992, recaló en las filas del el Blackburn Rovers. Sus 34 goles en la temporada 1994-95 sirvieron para que el equipo de Lancashire ganase la Premier League, el único título de clubes en su trayectoria, además del Premio FWA (1994) y el Premio PFA (1995) al mejor futbolista del año. Después de brillar en la Eurocopa 1996 como máximo goleador, fue traspasado al equipo de su ciudad, el Newcastle United, por 15 millones de libras, récord mundial en aquella época. Aunque no ganó ningún título durante las 10 temporadas que permaneció en St James' Park, se convirtió en el máximo goleador en la historia de la entidad y en todo un ídolo para la afición local. En 2004 fue incluido por Pelé en la lista «FIFA 100» de los mejores futbolistas vivos en la época.
Shearer se retiró en 2006 con una marca de 379 goles en toda su carrera, incluyendo 11 tripletas en la Premier League. Desde entonces ha trabajado en distintos medios de comunicación como analista deportivo, aunque en abril de 2009 lo dejó temporalmente para entrenar al Newcastle United durante dos meses, en los que no pudo evitar el descenso a la segunda categoría. Actualmente, es el analista de referencia de la BBC en el programa Match of the Day y en las coberturas de competiciones internacionales.

## Biografía

### Southampton F.C. (1986-1992)
Alan Shearer nació en 1970 en Gosforth, Newcastle upon Tyne, en el seno de una familia de clase obrera. Su padre, trabajador en una fábrica de chapa, fue quien le animó a jugar al fútbol en equipos locales desde que iba al colegio. Al principio jugaba como centrocampista, pero después adelantó su posición a la delantera.

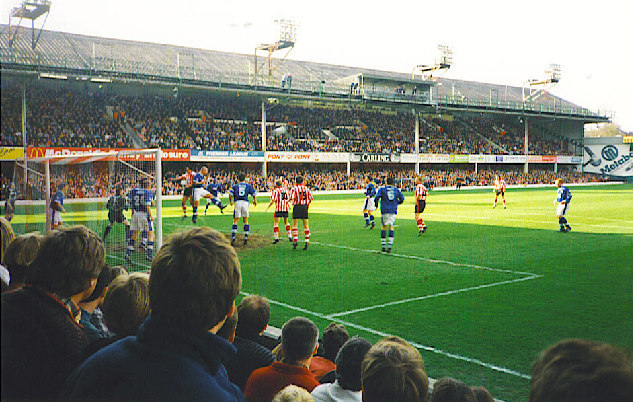
Shearer inició su carrera profesional en The Dell, estadio del Southampton.

En su adolescencia ingresó en el Wallsend Boys Club, una de las mayores canteras deportivas del país. Su deseo era jugar para el Newcastle United, en el que incluso llegó a hacer una prueba. Sin embargo, terminó recalando en abril de 1986 en el Southampton F.C. porque un ojeador de los Saints, Jack Hixon, le convenció después de un partido del Wallsend. Durante dos años permaneció en el equipo juvenil, hasta que el entrenador Chris Nicholl le ascendió al primer equipo. El 26 de marzo de 1988 fue suplente en un partido de liga contra el Chelsea F.C.. Dos semanas más tarde, el 9 de abril, debutó como titular contra el Arsenal F.C. y sorprendió a todos con una tripleta (4-2). A sus 17 años y 240 días se convertía así en el futbolista más joven en marcar tres goles en un partido de Primera División, rompiendo el récord que ostentaba Jimmy Greaves desde hacía más de tres décadas.
Shearer firmó un contrato profesional a partir de la temporada 1988/89, en las que solo hizo 10 apariciones, y al año siguiente se ganó un puesto en el once titular con 3 goles en 26 partidos. Su rol era el de único delantero que, gracias a su fuerza, podía retener el balón en el área y crear oportunidades para sus compañeros, asociándose con Rod Wallace y Matt Le Tissier. En la edición 1990/91 anotó 4 goles en 36 partidos y fue votado «mejor futbolista del equipo» por los aficionados locales. Al mismo tiempo, despuntó con la selección sub-21 del Torneo Esperanzas de Toulon de 1991, en el que Inglaterra se proclamó campeona. Shearer se convirtió en el máximo goleador (7 goles en cuatro partidos) y fue elegido jugador más valioso del campeonato.
A partir de la temporada 1991/92, el nuevo entrenador del Southampton, Ian Branfoot, reconvirtió a Shearer en un ariete goleador. Sus 13 goles en 41 partidos le valieron la primera convocatoria con Inglaterra para la Eurocopa 1992. Un mes después del torneo, se confirmó su traspaso al Blackburn Rovers por 3,6 millones de libras más el pase de David Speedie, que le convertían en el refuerzo el más caro del fútbol británico en aquel momento. Durante sus cinco años con la camiseta del Southampton había conseguido 43 goles en 158 partidos oficiales.

### Blackburn Rovers (1992-1996)
Shearer confirmó su traspaso al Blackburn Rovers en julio de 1992. Aunque el Rovers era un recién ascendido a la nueva Premier League, su presidente Jack Walker estaba invirtiendo mucho dinero en convertir al plantel en uno de los más fuertes de Inglaterra, con Kenny Dalglish como entrenador. En su primera temporada (1992/93) tuvo un buen comienzo, con 16 goles en 21 partidos, que se vio frenado en diciembre de 1992 al romperse el ligamento cruzado anterior, una lesión que le hizo perderse el resto del curso. Mientras recuperaba el estado de forma también dejó de ir convocado con la selección inglesa en la fase clasificatoria para la Copa Mundial de 1994. Una vez recuperado, fue el máximo goleador de la temporada 1993/94 con 31 tantos en 40 partidos que auparon al Blackburn al subcampeonato de la Premier League. La Asociación de Escritores de Fútbol le otorgó ese mismo año el Premio FWA al futbolista del año.
En la edición de 1994/95, Shearer estuvo acompañado en la delantera por el recién fichado Chris Sutton, en una asociación conocida por los aficionados como «the SAS»; de los 89 goles conseguidos por el equipo, más de la mitad fueron obra de esta dupla. El jugador superó sus estadísticas del año anterior y revalidó el título de máximo goleador 34 tantos en 42 partidos, vitales para que el Blackburn Rovers se proclamase campeón de la Premier League por primera vez en su historia. Este sería además el único trofeo de clubes que levantaría en su carrera. Al final del campeonato, la Asociación de Futbolistas Profesionales le otorgaría el Premio PFA al mejor jugador de 1995.
Su última temporada en Blackburn fue la 1995/96, cuando Dalglish dejó de ser el entrenador y fue reemplazado por Ray Harford. Shearer fue el máximo goleador de la liga por tercer año consecutivo, esta vez con 31 goles en 35 partidos, que no sirvieron al equipo para pasar de la séptima posición. Por otro lado, su primera participación la Liga de Campeones de la UEFA resultó peor de lo esperado, con un último puesto en la fase de grupos. En su último partido con la camiseta blanquiazul, el 17 de abril de 1996, Shearer marcó sus dos últimos tantos de un total de 112 goles en Premier League —130 en todas las competiciones— en cuatro años. A pesar de que después sufrió una lesión, llegó justo a tiempo con Inglaterra para la Eurocopa 1996.

### Newcastle United (1996-2006)
Alan Shearer había terminado la Eurocopa 1996 como máximo goleador del campeonato, y su gran estado de forma hacía presagiar que cambiaría de destino ese mismo verano. Dos de los clubes más importantes de la Premier League, el Manchester United y el Newcastle, se habían puesto en contacto con el Rovers para negociar el fichaje. En un primer momento, Shearer lo tenía hecho con el Manchester dada su admiración por el técnico Alex Ferguson, tal y como reconoció años después el propio Alan en una entrevista a BBC Sport: «si no fuese por mi amor al Newcastle habría jugado para Sir Alex. Estaba tan cerca que incluso había encontrado una casa en Mánchester». Sin embargo, el entrenador del Newcastle, Kevin Keegan, hizo que cambiase de opinión apelando a sus orígenes en Gosforth y a un proyecto ambicioso en el que coincidiría con David Ginola, Les Ferdinand, Faustino Asprilla y Rob Lee.
El 30 de julio de 1996, Alan Shearer fichó por el Newcastle United por 15 millones de libras, siendo el traspaso más caro del mundo de la época. Su nuevo equipo aspiraba al título de liga y el delantero contribuyó de forma significativa, con 25 goles en 31 partidos —máximo goleador por cuarto año consecutivo— que supondrían el segundo Premio PFA al jugador de 1997, el primero que un futbolista ha ganado con dos clubes distintos. Su buena racha contrastaba con la complicada situación del club, después de que Keegan presentara la dimisión y fuese reemplazado por Kenny Dalglish, con quien Alan ya había coincidido en Blackburn. El Newcastle finalizó la temporada 1996/97 en segunda posición. En la edición 1997/98, Shearer sufrió una rotura del ligamento de la rodilla en la pretemporada y sus apariciones se redujeron a 17 partidos, en los que además solo pudo marcar 2 goles. A pesar de los problemas físicos, llegó a tiempo para la final de la FA Cup (derrota contra el Arsenal por 0-2) y fue capitán de Inglaterra en la Copa Mundial de Fútbol de 1998. Dos meses antes de este evento protagonizó un hecho polémico, al propinar una patada en la cabeza a Neil Lennon en un juego contra el Leicester City. Aunque el Leicester reclamó una sanción por conducta antideportiva, la Asociación de Fútbol le exculpó.
Una vez restablecido a comienzos de la campaña 1998/99, Shearer volvió a sus estadísticas goleadoras con 14 goles en 30 partidos. A partir de esa temporada, el técnico Ruud Gullit le entregó el brazalete de capitán gracias a la salida de Rob Lee. No obstante, Gulliy y Shearer mantenían una mala relación que a punto estuvo de provocar su salida de St. James' Park. Dichas rencillas se hicieron públicas a comienzos del curso 1999/2000, cuando el neerlandés le dejó fuera del once titular en el derbi de Tyne-Wear contra el Sunderland. La derrota en ese partido motivó el cese de Gullit y su sustitución por el veterano Bobby Robson, quien volvió a confiar en él. En el primer encuentro de Robson, Shearer marcó cinco goles en la victoria por 8-0 sobre el Sheffield Wednesday. El Newcastle también llegó a dos finales consecutivas de la FA Cup, ambas perdidas frente al Arsenal (1998) y Manchester United (1999).
Después de la Eurocopa 2000, y cada vez más mermado por las lesiones, Shearer anunció su retirada de la selección inglesa para centrarse en el Newcastle, cuyo rendimiento en liga había empeorado desde entonces. En la temporada 2000/01 solo pudo disputar 19 partidos y marcar 5 goles, pero en la siguiente edición (2001/02) volvió a su estado de forma habitual con una marca de 23 goles en 37 encuentros, por los que su club finalizó cuarto —el puesto más alto desde 1997— y se clasificó para la Liga de Campeones de la UEFA. En 2002/03, con Robson en el banquillo y Shearer de capitán, el Newcastle United mejoró su desempeño del año anterior y finalizó tercero. Y aunque sus estadísticas para 2004/05 fueron peores que en otras ocasiones (siete goles en 28 partidos), su equipo quedó quinto y pudo meterse en la Copa de la UEFA.
Alan Shearer pensaba retirarse al final de la temporada 2004/05, a los 35 años, pero el técnico Graeme Souness logró convencerle para que retrasara su decisión un año, con un contrato de jugador y preparador hasta el final de la campaña 2005/06. El 4 de febrero de 2006, Shearer consiguió superar la marca de máximo anotador del Newcastle United, los 200 goles de Jackie Milburn, y pudo aumentarla hasta los 206 tantos en 405 juegos. Su último partido lo disputó el 17 de abril de 2006 contra el Sunderland, día en que también marcó el último gol de su carrera; ese día sufrió una rotura del ligamento de la rodilla que le hizo perderse las tres jornadas finales del campeonato. En honor a sus 10 temporadas, en las que se convirtió en un ídolo para la hinchada de St James' Park, la entidad organizó un partido de homenaje el 11 de mayo de 2006 contra el Celtic F.C. Shearer no pudo jugarlo por lesión, pero hizo el saque inicial y después dio la vuelta al campo en compañía de su esposa e hijos.

## Selección nacional
Fue internacional con la selección de fútbol de Inglaterra 63 veces, marcando 30 goles. Shearer se había ganado un puesto en la selección sub-21 donde anotó 30 goles en solo 11 partidos.
En febrero del año 1992 debuta contra la selección de fútbol de Francia en la selección absoluta inglesa. Y al igual que su gran debut a nivel de club, también lo tuvo a nivel de selección en el que marcó un gol en la que Inglaterra ganó 2-0 a Francia.
En la Eurocopa de 1996 con Inglaterra como anfitriona, a los 22 minutos del partido inaugural que enfrentaba Inglaterra contra Suiza, Shearer marca un gol rompiendo así su sequía. El partido termina 1-1, el siguiente partido contra Escocia era crucial. Gracias a los goles de Shearer y Paul Gascoigne y un penalti parado por David Seaman; Inglaterra gana 2-0. Ahora deberá no caer derrotada contra Países Bajos para llegar a los cuartos de final. Teddy Sheringham y Shearer marcan 2 goles cada uno, consiguiendo la victoria por 4-1.
En los cuartos de final se enfrentarán a España. El partido se decidió en la tanda de penaltis después de acabar el partido en empate. Shearer marcó el primer penalti, mientras que los españoles fallaron dos; enviando a Inglaterra a la semifininal contra Alemania. Shearer marca a los 5 minutos, pero Küntz empató poco después para los alemanes. El partido acabó en empate y se llegó de nuevo a los penaltis; Shearer marcó el suyo pero su compañero Gareth Southgate falló, Möller acertó el siguiente e Inglaterra fue eliminada del torneo.
Shearer con 5 goles fue el máximo goleador de la competición y con sus compañeros David Seaman y Steve McManaman fue incluido en el equipo de la UEFA.
Graham Kelly, uno de los directivos de la Federación Inglesa de Fútbol, afirmó en su autobiografía que Shearer amenazó con no ir al mundial si la FA le castigaba por su acción. Shearer negó esto y también dijo que el incidente con Lennon fue totalmente accidental y no tuvo intención de golpearle. Ese verano fue nombrado capitán de la selección de fútbol de Inglaterra para la Copa Mundial de Fútbol de 1998 que se celebraba en Francia.
Shearer marcó el primer gol del torneo, que Inglaterra acabó ganando 2-0 frente la selección de fútbol de Túnez; pero fue su único gol en los tres partidos de la fase de grupos. En la segunda ronda Inglaterra se enfrentó contra Argentina, Shearer marco de penalti en la primera parte del partido que acabó decidiéndose en la tanda de penaltis después de empatar 2-2. Shearer volvió a marcar pero sus compañeros Paul Ince y David Batty fallaron e Inglaterra fue eliminada.
Inglaterra no empezó muy bien la clasificación para la Eurocopa 2000, y el entrenador Hoddle dejó el cargo. El anterior entrenador de Shearer, Kevin Keegan, fue el nuevo seleccionador.

### Participaciones en Copas del Mundo
| Mundial                        | Sede    | Resultado        | PJ | Goles |
| ------------------------------ | ------- | ---------------- | -- | ----- |
| Copa Mundial de Fútbol de 1998 | Francia | Octavos de final | 4  | 2     |

### Participaciones en Eurocopas
| Eurocopa      | Sede                   | Resultado    |
| ------------- | ---------------------- | ------------ |
| Eurocopa 1992 | Suecia                 | Primera fase |
| Eurocopa 1996 | Inglaterra             | Semifinal    |
| Eurocopa 2000 | Bélgica y Países Bajos | Primera fase |

### Goles internacionales
| Núm. | Fecha                 | Lugar                                  | Rival   | Gol | Resultado | Competición   |
| ---- | --------------------- | -------------------------------------- | ------- | --- | --------- | ------------- |
| 1    | 19 de febrero de 1992 | Estadio de Wembley, Inglaterra         | Francia | 1-0 | 2-0       | Amistoso      |
| 30   | 20 de junio de 2000   | Estadio del País de Charleroi, Bélgica | Rumania | 1-1 | 2-3       | Eurocopa 2000 |

## Estadísticas

### Clubes
| Southampton Inglaterra | 1987-88             | 1.ª                 | 5   | 3   | -   | -  | -  | -  | 5   | 3   | 0,60 |
| Southampton Inglaterra | 1988-89             | 1.ª                 | 10  | 0   | -   | -  | -  | -  | 10  | 0   | 0,00 |
| Southampton Inglaterra | 1989-90             | 1.ª                 | 26  | 3   | 9   | 2  | -  | -  | 35  | 5   | 0,14 |
| Southampton Inglaterra | 1990-91             | 1.ª                 | 36  | 4   | 12  | 10 | -  | -  | 48  | 14  | 0,26 |
| Southampton Inglaterra | 1991-92             | 1.ª                 | 41  | 13  | 19  | 8  | -  | -  | 60  | 21  | 0,35 |
| Southampton Inglaterra | Total               | Total               | 118 | 23  | 40  | 20 | -  | -  | 158 | 43  | 0,27 |
| Blackburn Rovers Inglaterra | 1992/93             | PL                  | 21  | 16  | 5   | 6  | -  | -  | 26  | 22  | 0,85 |
| Blackburn Rovers Inglaterra | 1993/94             | PL                  | 40  | 31  | 8   | 3  | -  | -  | 48  | 34  | 0,71 |
| Blackburn Rovers Inglaterra | 1994/95             | PL                  | 42  | 34  | 5   | 2  | 2  | 1  | 49  | 37  | 0,76 |
| Blackburn Rovers Inglaterra | 1995/96             | PL                  | 35  | 31  | 7   | 5  | 6  | 1  | 48  | 37  | 0,77 |
| Blackburn Rovers Inglaterra | Total               | Total               | 138 | 112 | 25  | 16 | 8  | 2  | 171 | 130 | 0,76 |
| Newcastle United Inglaterra | 1996/97             | PL                  | 31  | 25  | 5   | 2  | 4  | 1  | 40  | 28  | 0,7  |
| Newcastle United Inglaterra | 1997/98             | PL                  | 17  | 2   | 6   | 5  | 0  | 0  | 23  | 7   | 0,30 |
| Newcastle United Inglaterra | 1998/99             | PL                  | 30  | 14  | 8   | 6  | 2  | 1  | 40  | 21  | 0,52 |
| Newcastle United Inglaterra | 1999/00             | PL                  | 37  | 23  | 7   | 5  | 6  | 2  | 50  | 30  | 0,6  |
| Newcastle United Inglaterra | 2000/01             | PL                  | 19  | 5   | 4   | 2  | -  | -  | 23  | 7   | 0,30 |
| Newcastle United Inglaterra | 2001/02             | PL                  | 37  | 23  | 9   | 4  | 0  | 0  | 46  | 27  | 0,58 |
| Newcastle United Inglaterra | 2002/03             | PL                  | 35  | 17  | 1   | 1  | 12 | 7  | 48  | 25  | 0,52 |
| Newcastle United Inglaterra | 2003/04             | PL                  | 37  | 22  | 3   | 0  | 12 | 6  | 52  | 28  | 0,54 |
| Newcastle United Inglaterra | 2004/05             | PL                  | 28  | 7   | 5   | 1  | 9  | 11 | 42  | 19  | 0,45 |
| Newcastle United Inglaterra | 2005/06             | PL                  | 32  | 10  | 5   | 2  | 4  | 2  | 41  | 14  | 0,34 |
| Newcastle United Inglaterra | Total               | Total               | 303 | 148 | 53  | 28 | 49 | 30 | 405 | 206 | 0,50 |
| Total en su carrera | Total en su carrera | Total en su carrera | 559 | 283 | 118 | 64 | 57 | 32 | 734 | 379 | 0,51 |
| (1) Incluye datos de FA Cup, Copa de la Liga de Inglaterra, Charity Shield y Full Members Cup. (2) Incluye datos de Liga de Campeones y Copa de la UEFA. (3) Media de goles por encuentro. No incluye goles en partidos amistosos. |                     |                     |     |     |     |    |    |    |     |     |      |

### Entrenador
| Club             | País       | Año  |
| ---------------- | ---------- | ---- |
| Newcastle United | Inglaterra | 2009 |

## Palmarés

### Títulos nacionales
| Título                  | Club             | País       | Año     |
| ----------------------- | ---------------- | ---------- | ------- |
| Barclays Premier League | Blackburn Rovers | Inglaterra | 1994-95 |